# 歐盟普通法院
歐洲聯盟的普通法院（General Court）為歐盟法院的一部分。其前身為歐洲共同體的「一審法院」（Court of First Instance），創始於1989年1月1日，任務是為了減輕（前）歐洲共同體法院的負擔，而作為其前審、一審法院。2009年12月1日起，依里斯本條約的安排更名為「普通法院」，作為一般案件的一審法院和專門法庭的上訴（二審）法院。

## 管轄

### 作為一審法院
歐盟法院系統的審級制度採取的是原則上二級二審制，由普通法院就案件的第一審加以審理裁判。對於普通法院一審管轄的裁判，僅能就法律問題上訴至歐洲法院，而不得以其他理由提起上訴。
普通法院一審的事物管轄包括：
- 以違反歐盟諸條約或法律為由，由自然人或法人

(1) 因歐盟組織、單位、局署之措施致公約保障權利受侵害，而對它（們）提起之訴訟；
(2) 因前述對象的怠於作為致公約保障權利不被充分保障，而對它（們）提起訴訟；
(3) 因歐盟法規侵犯公約保障權利，而該法規之附屬制度又沒有包含救濟途徑時，以立法單位為被告，直接向普通法院請求救濟。
- 以歐盟執行委員會為被告，由會員國提起的訴訟。
- 關於歐盟理事會所通過的「會員國不當補助企業案」（State Aid）[2]、反傾銷案以及制裁傾銷之措施，以歐盟理事會為被告，由會員國提起的訴訟。
- 因歐盟組織或其成員違反歐盟諸條約或法律所致的損害，提起之損害賠償訴訟。
- 關於歐盟商標權（英语：Community Trade Mark）之案件。
- 針對歐洲共同體之植物多樣性總署（Community Plant Variety Office (CPVO)）或者歐洲化學品管理局（European Chemicals Agency (ECHA)）的處分所提起之訴訟。
- 其它被歐盟諸條約明文指定由普通法院管轄之案件。

### 作為二審法院
由於案件的數量不斷的增加，為了要解決普通法院的訴訟負擔，因此於2003年2月1日生效的尼斯條約便規定，於特定的領域內，可以成立專門法庭。而針對專門法庭所作出的判決，僅可以法律適用問題向普通法院提起上訴。針對普通法院的二審判決，在「歐盟法院組織議定書」（Protocol on the Statute of the Court of Justice of the European Union）特例允許的範圍內，還可以再上訴到歐洲法院進行三審。

## 法院組成
普通法院目前是由27名法官以及1個書記官長組成，由歐盟各個成員國至少提名一位法官。每一個法官通常從政府派任開始，有6年的任期。而普通法院的院長和各庭的庭長則由法官自己選任，總共需要選出一位法官和五位庭長，每一個職位的任期為5年。
另外，普通法院中並沒有佐審官（和歐洲法院不同，歐洲法院有8個佐審官），佐審官的任務可能會由法院指定某個法官來完成，不過實際上並不常有這種需要法院指定特定法官來處理的案件。

### 歷任院長
| 任期      | 姓名                     |
| --------- | ------------------------ |
| 1989–1995 | José Luis Da Cruz Vilaça |
| 1995–1998 | Antonio Saggio           |
| 1998–2007 | Bo Vesterdorf            |
| 2007–至今 | Marc Jaeger              |

### 法官
| 姓名                                    | 國籍       | 上任時間 | 卸任時間 |
| --------------------------------------- | ---------- | -------- | -------- |
| Marc Jaeger                             | 盧森堡     | 1996     | 2010     |
| Josef Azizi                             | 奧地利     | 1995     | 2013     |
| Arjen Meij                              | 荷蘭       | 1998     | 2010     |
| Mihalis Vilaras                         | 希臘       | 1998     | 2010     |
| Nicholas James Forwood                  | 英國       | 1999     | 2011     |
| Maria Eugénia Martins de Nazaré Ribeiro | 葡萄牙     | 2003     | 2015     |
| Franklin Dehousse                       | 比利時     | 2003     | 2015     |
| Ena Cremona                             | 馬爾他     | 2004     | 2010     |
| Ottó Czúcz                              | 匈牙利     | 2004     | 2010     |
| Irena Wiszniewska-Białecka              | 波蘭       | 2004     | 2010     |
| Irena Pelikánová                        | 捷克       | 2004     | 2010     |
| Daniel Šváby                            | 斯洛伐克   | 2004     | 2010     |
| Vilenas Vadapalas                       | 立陶宛     | 2004     | 2010     |
| Küllike Jürimäe                         | 愛沙尼亞   | 2004     | 2010     |
| Ingrida Labucka                         | 拉脫維亞   | 2004     | 2010     |
| Savvas S. Papasavvas                    | 賽普勒斯   | 2004     | 2010     |
| Enzo Moavero Milanesi                   | 義大利     | 2006     | 2012     |
| Nils Wahl                               | 瑞典       | 2006     | 2012     |
| Miro Prek                               | 斯洛維尼亞 | 2006     | 2013     |
| Teodor Tchipev                          | 保加利亞   | 2006     | 2012     |
| Valeriu M. Ciucă                        | 羅馬尼亞   | 2007     | 2013     |
| Alfred Dittrich                         | 德國       | 2007     | 2013     |
| Santiago Soldevila Fragoso              | 西班牙     | 2007     | 2013     |
| Laurent Truchot                         | 法國       | 2007     | 2013     |
| Sten Frimodt Nielsen                    | 丹麥       | 2007     | 2013     |
| Kevin C.O'Higgins                       | 愛爾蘭     | 2008     | 2013     |
| Emmanuel Coulon                         | 法國       | 2005     | 2011     |

### 前法官
| 姓名        | 國籍 | 上任日期     | 卸任日期      |
| ----------- | ---- | ------------ | ------------- |
| Virpi Tiili | 芬蘭 | 1995年1月8日 | 2009年10月6日 |

## 程序
普通法院有自己的訴訟規則，於該規則中包含了書面審理階段和言詞辯論階段的規定。當事人可以自己選擇使用歐盟成員國中的任何一種官方語言，然而，法院中的工作語言（包含法官間的討論、初步報告、判決的起草）則是使用法文。這使得法文成為了普通法院的唯一工作語言。
普通法院中總共分為8個庭，每個庭通常由3個法官，例外情況下會由6或8個法官負責審理案件，而通常是由4個法官抽出3位輪流組成審判庭，案件將由各庭的庭長負責分配。庭長分配完審理的法官後，將由各庭中再指派一名法官擔任「報告法官」（Judge-Rapporteur），由該人負責就該案依據當事人雙方所提出的訴狀以及適用的法律寫成初步報告（rapport prealable）。
在書面審理程序結束後，該案將會於公開法庭中進行言詞辯論程序。必要時，言詞辯論程序中將會有即時的翻譯，負責將雙方當事人的陳述翻譯成不同歐盟成員國之官方語言。審判法官將會基於言詞辯論的資料以及報告法官所撰寫的初步報告，於公開的法庭中宣判。

## 外部連結
- General Court （页面存档备份，存于） (official site)
- ECJBlog.com, weblog with daily news about the European Court of Justice and General Court （页面存档备份，存于）